# Chériennes
Chériennes település Franciaországban, Pas-de-Calais megyében. Lakosainak száma 169 fő (2022. január 1.). Chériennes Le Quesnoy-en-Artois, Regnauville, Vacqueriette-Erquières, Caumont és Fontaine-l’Étalon községekkel határos.

## Népesség
A település népességének változása:
| Lakosok száma | 146  | 147  | 153  | 155  | 156  | 159  | 159  | 164  | 169  |
|               | 2013 | 2015 | 2016 | 2017 | 2018 | 2019 | 2020 | 2021 | 2022 |